# Tess Mercer
Tess Mercer, il cui nome di battesimo era Lutessa Lena Luthor, è un personaggio della serie televisiva statunitense Smallville, inventato ed introdotto nella storia di Clark Kent dagli autori della trascrizione per il piccolo schermo, a partire dall'ottava stagione. È interpretata da Cassidy Freeman, (che si è dovuta tingere i capelli di rosso per l'occasione, in quanto sarebbe bionda). L'alias Tess Mercer è un omaggio a due personaggi della storia di Superman: Eve Teschmacher (personaggio del film Superman) e Mercy Graves (personaggio nato nei cartoni animati, poi importato nei fumetti e nel film Batman v Superman: Dawn of Justice). Il personaggio è in parte ispirato a quello di Lena Luthor, la sorella di Lex Luthor nei fumetti, infatti nell'ultima stagione si apprende che Tess è la sorellastra di Lex.

## Biografia del personaggio

### Origini
Lutessa Lena Luthor nacque dall'unione di Lionel Luthor e Pamela Jenkins (babysitter di Lex). Crebbe insieme al padre fino all'età di 5 anni, ma ad un certo punto Lionel, per qualche strano motivo, decise di darla in adozione all'orfanotrofio femminile gestito dalla Nonnina, una fedele alleata di Darkseid. Nonnina possedeva potenti poteri psichici con i quali trasformava le bambine dell'orfanotrofio in potenti guerriere chiamate «Furie» (per trasformarle cancellava la loro memoria, dopo di che le dava in adozione affinché diventassero donne di successo ed infine, dopo aver compiuto una certa età, compresa tra i 22 ai 31 anni, le riavvicinava a sé per completarne la trasformazione). Secondo l'anziana signora, Lutessa mostrava un potenziale molto superiore rispetto alle altre bambine e così decise di cancellarle la memoria. Successivamente Lionel venne a sapere dei suoi piani, la minacciò e la costrinse a dare Lutessa in adozione. Ribattezzata come Tess Mercer, la giovane crebbe in un'altra famiglia che tendeva a trascurarla e a maltrattarla, nonostante questo, Tess migliorò nei suoi studi e si diplomò all'università a 17 anni come biologa marina e amministratrice. In uno dei suoi viaggi insieme alla sua migliore amica (che morirà in seguito), naufragò su un'isola dove conobbe il miliardario Oliver Queen, anch'egli naufrago. I due svilupparono una certa attrazione che però svanirà una volta tornati nel mondo civile. Tess entrò presto nelle grazie di Lex e venne assunta come impiegata alla Luthor Corporation.

### Ottava stagione
Per volontà testamentaria di Lex Luthor, Tess diventa la nuova amministratrice delegata della Luthor Corporation. Si trasferisce a Smallville abitando nel castello dei Luthor. Matura ben presto un interesse nei confronti di Clark Kent e una rivalità senza precedenti con Lois Lane. Dedica anima e corpo alle ricerche di Lex, disperso nell'Artico, entrando in possesso del cristallo della conoscenza, che le permette di scoprire ogni tipo di ricerca condotta da Lex su alieni e affini a Smallville. Oliver tenta di riconquistarla, ma dopo una breve storia Tess preferisce mettere le distanze da lui. L'incontro con Lana Lang (nell'episodio 12 Bulletproof) le permetterà di scoprire la verità sul conto di Lex: l'uomo verso cui è tanto devota (di cui lei è segretamente innamorata) l'ha manipolata, impiantandole nel nervo ottico un nano-trasmettitore, per sorvegliare ogni sua mossa. La scoperta spinge Tess a fondere la Luthor Corporation con le Industrie Queen, di proprietà di Oliver Queen. Nell'episodio 16 Turbulence, tende una trappola a Clark, costringendolo a rivelare la sua identità, che lei ammetterà di conoscere solo nell'episodio 18 Eternal, quando cerca di uccidere Davis Bloom. Dopo aver smantellato ciò che restava del progetto 33.1, sfrutta i mutanti da meteoriti per formare l'Injustice League (ep. 21 Injustice), allo scopo di trovare Davis e ucciderlo, ma poi i mutanti tenteranno di ucciderla. Nell'ep. 22 Doomsday, dopo uno scontro con Lois, assiste alla rinascita del generale Zod sulla Terra.

### Nona stagione
Tess è prigioniera nel suo castello, succube delle torture di Zod. Quando l'intero esercito di kandoriani lascia misteriosamente l'abitazione, incarica Stuart, giovane hacker, di ritrovarli, scoprendo centinaia di simboli kryptoniani su tutto il pianeta. Dopo essere stata attaccata da un gruppo di zombie affetti da un virus alieno (episodio 3 Rabid), viene contattata da Zod, in merito a un progetto da lei curato: le torri solari RAO, volute proprio da Zod. Con lui inizia una relazione di “affari” diventando anche la sua amante, in cui cerca di aiutare, nel contempo, Clark. Al termine del doppio episodio Absolute Justice, scopriamo che è un membro dell'agenzia governativa Checkmate, che la richiama in missione per rapire Freccia Verde, allo scopo di costringere la Macchia a collaborare con loro. Tess preferisce aiutare i suoi amici ed è costretta a lasciare il castello e ad andare in clandestinità, per evitare ripercussioni dalla Checkmate. Dopo aver consegnato alla Regina Rossa il libro di Rao, l'unica arma in grado di annientare i Kandoriani, si sacrifica per aiutare Clark, cercando di uccidere Zod, che la brucia con la vista infuocata e quasi la uccide, morira in seguito in ospedale mentre una misteriosa signora (Nonnina) entra nella sua stanza d'ospedale (nell'episodio 22 Salvation).

### Decima stagione
Tess si risveglia nei laboratori Cadmus, dove è stata misteriosamente resuscitata e curata utilizzando i cloni di Lex. Lì conosce il piccolo Alexander, che decide di aiutare, portandolo via con sé. Tess aiuta Clark e Oliver, in assenza di Chloe, alla Watchtower, con Lois, posseduta dallo spirito di Isis, meritando così il ruolo di Watchtower II. Intanto il piccolo Alexander cresce in modo accelerato e mostra i primi segni di squilibrio, dovuti a una malattia di cui tutti i cloni di Lex erano affetti: per evitare che un nuovo Lex rinasca, decide di abbandonarlo. Nell'episodio 8 Abbandonata, Tess ripercorre le tappe della sua infanzia nell'orfanotrofio in cui era stata abbandonata (orfanotrofio che si scopre essere diretto da Nonnina), scoprendo, con sorpresa, che suo padre non è altri che Lionel Luthor. Proprio Lionel, trasportato, tramite una scatola specchio, da un mondo alternativo (chiamato "Earth-2") decide di incontrarla e di riprendersi ciò che era suo: la Luthor Corporation e il Daily Planet; Tess, tuttavia, riesce a ingannarlo e a mantenere il controllo sull'intero patrimonio Luthor. Nell'episodio 15 Casinò Fortune ha una storia con Emil Hamilton, il dottore della Justice League. Nel finale Lionel tenta di ucciderla per prendere il suo cuore per salvare Lex, ma lei lo colpisce uccidendolo, Lex viene salvato da Darkseid, che prende possesso del corpo di Lionel, poi viene pugnalata e uccisa da Lex che voleva proteggerla dal diventare come lui e lei muore rivelando che era già stata salvata da Clark e con una neurotossina gli cancella la memoria degli eventi dei suoi 10 anni da quando non conosceva ancora Clark.

### L'undicesima stagione a fumetti
A seguito del successo della serie, è stata realizzata un'undicesima stagione a fumetti ambientata circa sei mesi dopo che Apokolips ha rischiato di schiantarsi contro la Terra; in questa "stagione", Tess appare come visione a suo fratello Lex, quasi un'esternazione del senso di colpa di questi per averla uccisa e continuerà ad apparire al fratello anche dopo varie consultazioni mediche, deridendolo perché non ha il coraggio di accettare la verità del suo crimine. Si scoprirà poi che le visioni sono il frutto della tossina con cui Tess ha infettato Lex.